# 杨廷筠
杨廷筠（1557年—1627年），字仲坚，号淇园，又号弥格子，浙江杭州府仁和县人，明末政治人物，同进士出身，官至順天府府丞。杨廷筠曾皈依天主教，聖名彌額爾（Michael），與徐光启、李之藻被誉为“圣教三柱石”。

## 生平
万历七年（1579年）己卯科浙江鄉試第十三名舉人，萬曆二十年（1592年）壬辰科三甲三十六名进士，都察院觀政，六月授江西安福縣知縣。二十六年考选湖廣道监察御史，三十年巡视太仓银库，三十一年任巡漕御史。万历三十三年（1605年）任蘇松巡按御史，次年任南京提学御史。三十六年担任江西按察司副使，三十七年养病。天启二年（1622年）起補河南按察司副使，本年調湖廣按察司副使。天启三年（1623年）升任光禄寺少卿。天启四年（1624年）改顺天府府丞，因魏忠贤用事，遂乞归回籍。

## 著作
有《聖水紀言》1卷、《玩易微言擇抄》6卷、《易顯》6卷、《靈衛廟志》1卷、編《絶徼同文紀》2卷等。

## 家族
曾祖楊俊，封工部主事。祖父楊周，辛丑進士，工部主事。父楊兆坊，贡生。

### 書籍
- 钟鸣旦 著：《杨廷筠，明末天主教儒者》，社会科学文献出版社; 第1版 (2002年12月1日)，ISBN 7801908224